# ジョディ・ウィリアムズ
ジョディ・ウィリアムズ (Jody Williams, 1950年10月9日 - )は、アメリカの教師で、平和活動家。バーモント州出身。地雷禁止国際キャンペーンの初代コーディネーターとして、対人地雷の禁止および除去について活動している。
その活動が評価され、1997年に地雷禁止国際キャンペーンと共にノーベル平和賞を受賞した。

## 概要
バーモント大学卒業後、スペイン語と英語教育の修士号をとりメキシコで2年間、英語教師を務めた。その後ワシントンD.C.に移り、働きながら1984年ジョンズ・ホプキンス大学大学院にて国際関係学修士号を取得した。
路上で渡されたチラシをきっかけに、エルサルバドル内戦に対するアメリカ政策についての会議に参加。1984年よりニカラグア・ホンデュラス教育計画のコーディネータ、1986年からがエルサルバドル医療援助のディレクター代理を務めた。
ベトナム退役軍人アメリカ財団会長のボビー・ミューラーとの出会いをきっかけに、1992年に設立された地雷廃絶国際キャンペーンのコーディネータに就任。わずか6年間で1000団体を越す規模に成長させ、123カ国が参加する「オタワ条約」（対人地雷全面禁止条約）の成立に尽力した。